# Volkspark Marienberg

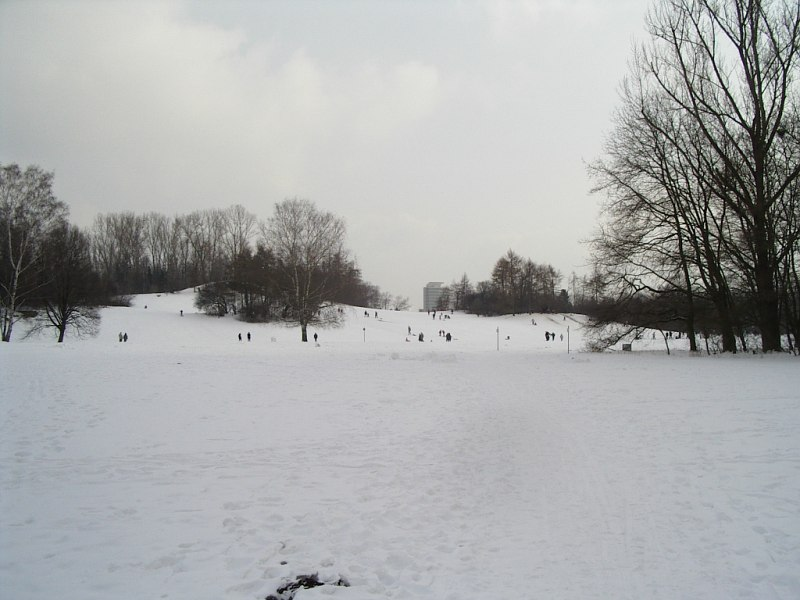
Marienbuck im Winter

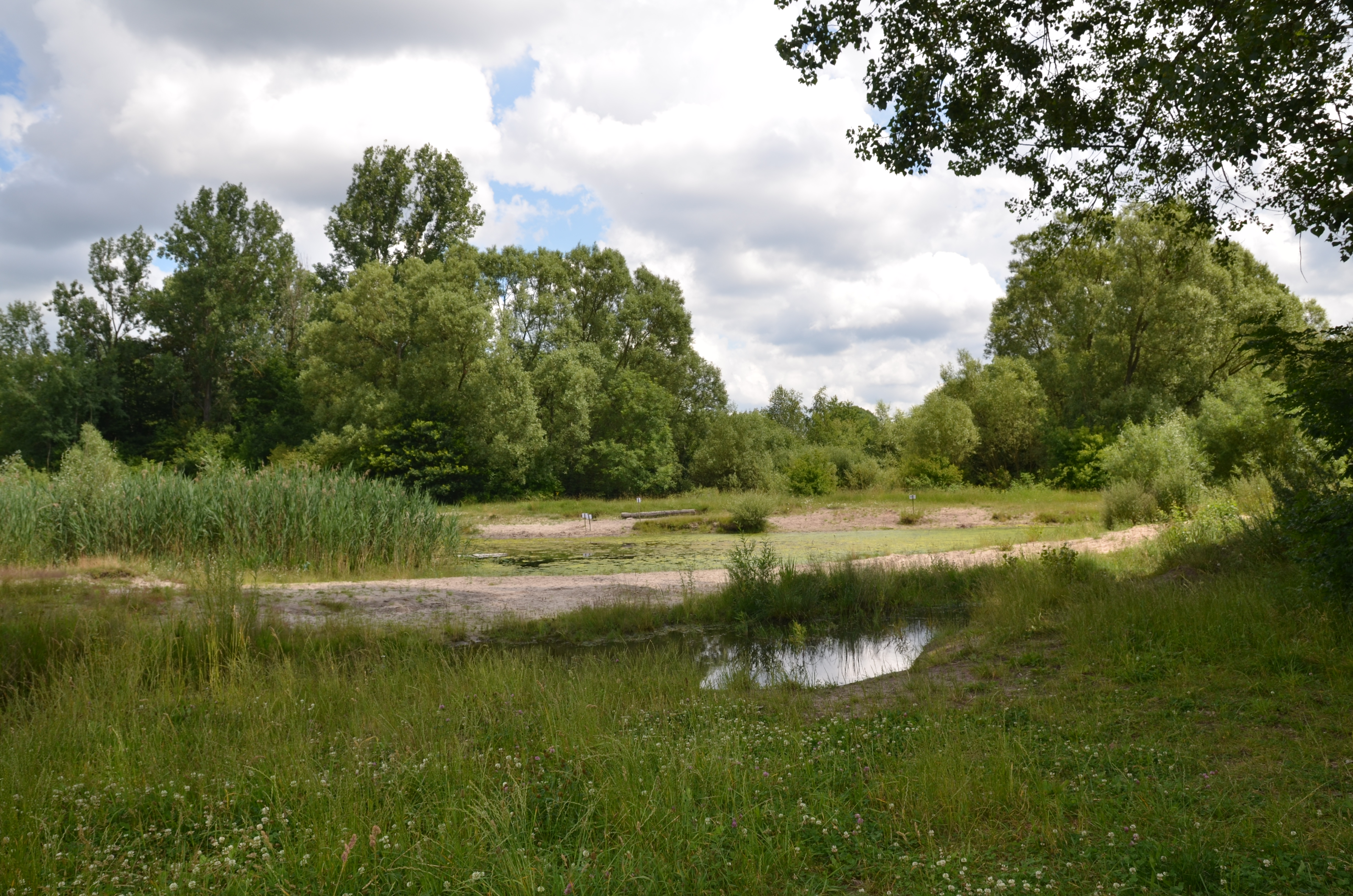
Naturnahe Kleingewässer im Marienbergpark (2012)

Der Volkspark Marienberg (auch: Marienbergpark) ist ein Landschaftsgarten englischen Stils im Norden Nürnbergs und nach dem Volkspark Dutzendteich die zweitgrößte öffentliche Parkanlage im Stadtgebiet. Volkspark Marienberg ist auch der Name des Distrikts 831 im Bezirk 83 Marienberg, dessen Gebiet aber nicht identisch mit dem Grünzug ist.

## Die Lage
Der Park liegt in vier Kilometer Entfernung nördlich des Zentrums von Nürnberg im Stadtteil Großreuth hinter der Veste auf einer Höhe von etwa 315 m ü. NN. Begrenzt ist er im Norden von der Marienbergstraße und der Kilianstraße südlich. Im Osten schließen die Ortsteile Herrnhütte und im Westen Kleinreuth hinter der Veste das Gelände ab. Zwei Kilometer nordwestlich befindet sich der Flughafen.

## Geschichte
Im 19. Jahrhundert war das Gelände noch bewaldet, bis 1845 ein Nürnberger Fabrikbesitzer einen Gutshof anlegte. Dazu gehörte auch eine Gastwirtschaft, an deren Stelle sich heute der „Tucherhof-Biergarten“ befindet. Die Familie Tucher übernahm den Besitz und legte Weiher zur Eisgewinnung an. Der größte von ihnen wurde ein Ausflugsziel, 1926 zur Badeanstalt ausgebaut und war bis in die jüngste Vergangenheit als „Frankenbad“ in Betrieb. Östlich davon wurde 1888 der landwirtschaftliche Musterbetrieb „Mooshof“ errichtet.
Als Nachfolger des Fürther Flugplatzes in Atzenhof wurde 1929 der neue Flughafen Nürnberg-Marienberg auf 140 ha beschlossen. Wirtschaftskrise, Arbeitslosigkeit und politisch unruhige Zeiten verzögerten den Bau, bis er im August 1933 – nun als Prestigeobjekt der Nationalsozialisten – eröffnet wurde.
Im September 1939 wurde er dem Luftgaukommando XIII unterstellt und 1943 durch einen Luftangriff fast vollständig zerstört. Heute sind vom Flugplatz nur noch wenige Spuren zu entdecken. Die Gebäude der Nürnberger Abfallwirtschaft und Stadtreinigung befinden sich an der Stelle des ehemaligen Terminals, die ehemaligen Flugzeughallen dienen jetzt der Reparatur und Wartung der Fahrzeuge und die „alte Wache“, ein kleines Haus, ist zum Wohnhaus für den Hausmeister geworden. Aus dem Flugfeld sind Gartenkolonien und Park geworden.
Nur wer genau hinschaut, kann noch Reste der Rollbahn entdecken. Nach dem Zweiten Weltkrieg wurde der Flugplatz weiter in den Norden an seinen heutigen Standort verlegt. Aus dem Schutt der Ruinen wurde der fast zwanzig Meter hohe Marienbuck aufgeschüttet.
Bis 2002 befand sich etwas nördlich des Parks das einzige Autokino Nürnbergs. Mit seinen 14 Stellreihen fasste es 1.111 Kraftfahrzeuge. An Samstagen wurde der Platz auch als privater Automobilmarkt genutzt.

## Park
Zwischen 1959 und 1973 wurde auf 120 Hektar ein englischer Landschaftspark mit vielfältigen Sport- und Spielmöglichkeiten geschaffen und ein Teich angelegt.
Kleingartenkolonien fanden hier ebenfalls Platz. Der Marienbuck wurde als Rodel- und Aussichtshügel gestaltet.
Vom Bund Naturschutz wurde für die sehr seltene Knoblauchkröte ein Laichtümpel angelegt.
Zum Jubiläumsjahr 2000 wurde ein kleines Arboretum angelegt. Um den Teich wurden seltene Bäume angepflanzt, von denen jedoch mehrere nicht lange gediehen.